# 11006 Gilson
11006 Gilson eller 1980 TZ3 är en asteroid i huvudbältet som upptäcktes den 9 oktober 1980 av det amerikanska astronom paret Eugene M. och Carolyn S. Shoemaker vid Palomar-observatoriet. Den är uppkallad efter Jewett Castello Gilson.
Asteroiden har en diameter på ungefär 4 kilometer.